# Xujiahui
Xujiahui (chiń. 徐家汇站) – stacja metra w Szanghaju, na linii 1 i linii 9. Zlokalizowana jest pomiędzy stacjami Hengshan Lu, Yishan Lu oraz Shanghai Tiyuguan i Zhaojiabang Lu. Została otwarta 28 maja 1993.